# 聖約瑟夫特設鎮區 (密歇根州)
聖約瑟夫特設鎮區（英語：St. Joseph Charter Township）是位於美國密歇根州貝林縣的一個特設鎮區。

## 地方資料
聖約瑟夫特設鎮區的面積為18.00平方千米，當中陸地面積為17.20平方千米，而水域面積為0.80平方千米。根據2020年美國人口普查的數據，當地共有人口9993人，而人口密度為每平方千米555.17人。